# 1960年U-2擊墜事件

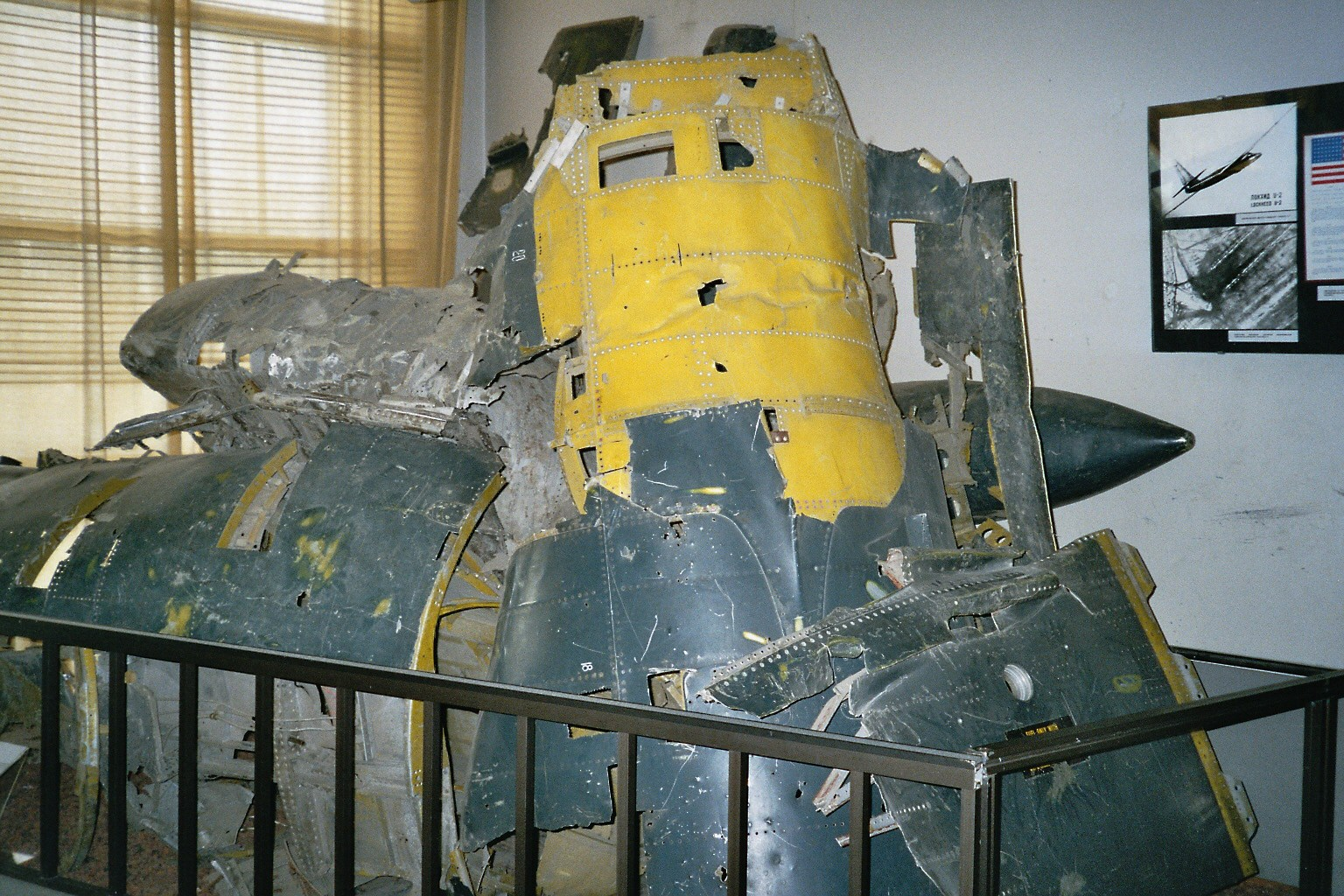
弗朗西斯·加里·鲍尔斯所駕的U-2偵察機部分殘骸，現存於莫斯科的中央軍事博物館內。

1960年U-2擊墜事件發生在冷戰期間的1960年5月1日，一架美國洛克希德U-2偵察機在蘇聯領空遭擊落。最初以美國總統德懷特·艾森豪為首的美國政府否認該機製造目的以及該趟任務性質，但當以蘇共中央第一書記尼基塔·赫魯雪夫為首的蘇聯政府向外界展示被俘機師弗朗西斯·加里·鲍尔斯和U-2偵察機殘骸（整體架構尚存）時，美方終於承認該機進行了秘密的間諜活動。由於兩個禮拜後，東西方首腦將會於巴黎舉行四國首腦會談，這件事讓美方極為尷尬，也使美蘇關係降到冷戰以來的低點。

## 背景

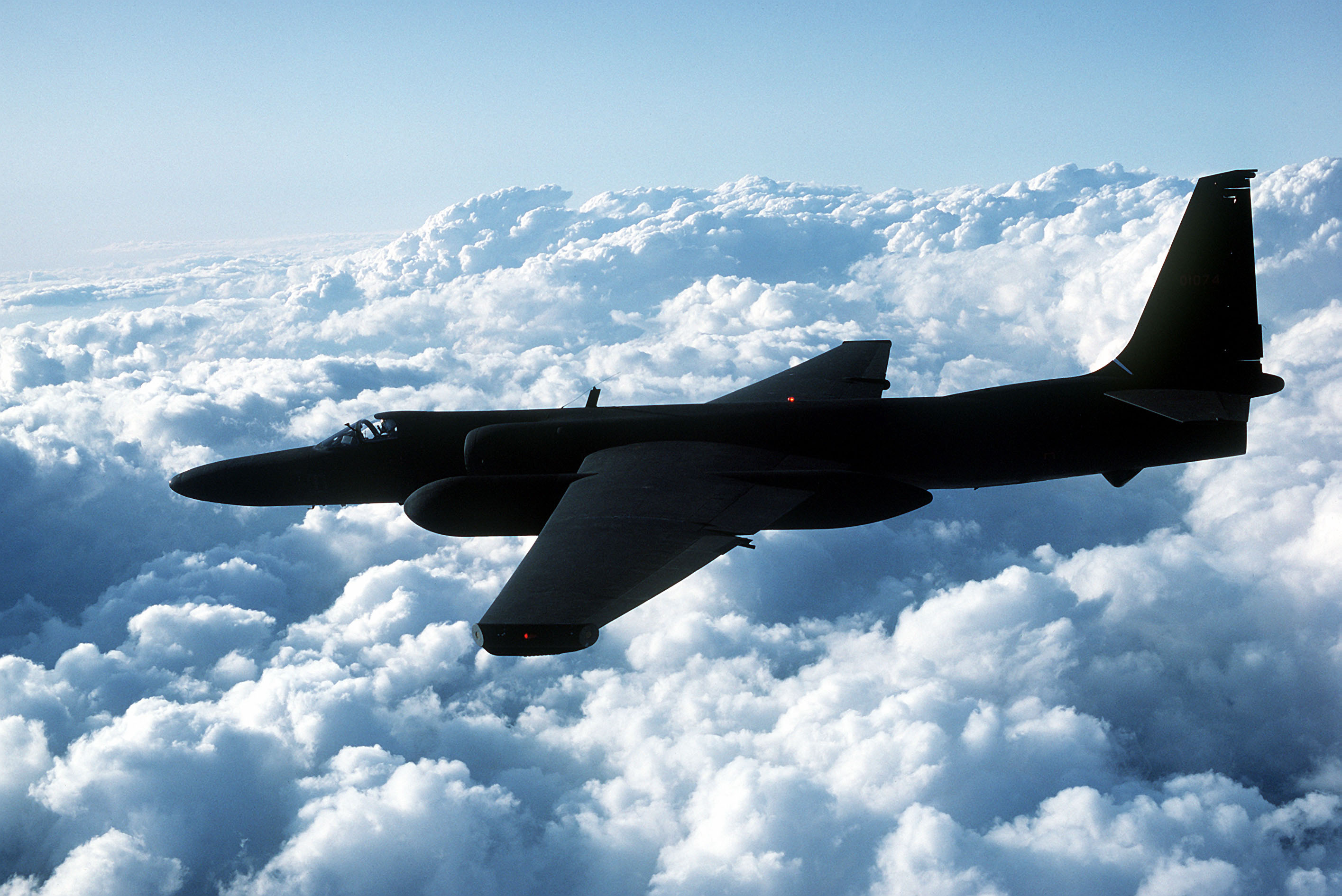
與此次擊墜事件同型的洛克希德U-2偵察機，該型機亦有蛟龍夫人（Dragon Lady）的外號。

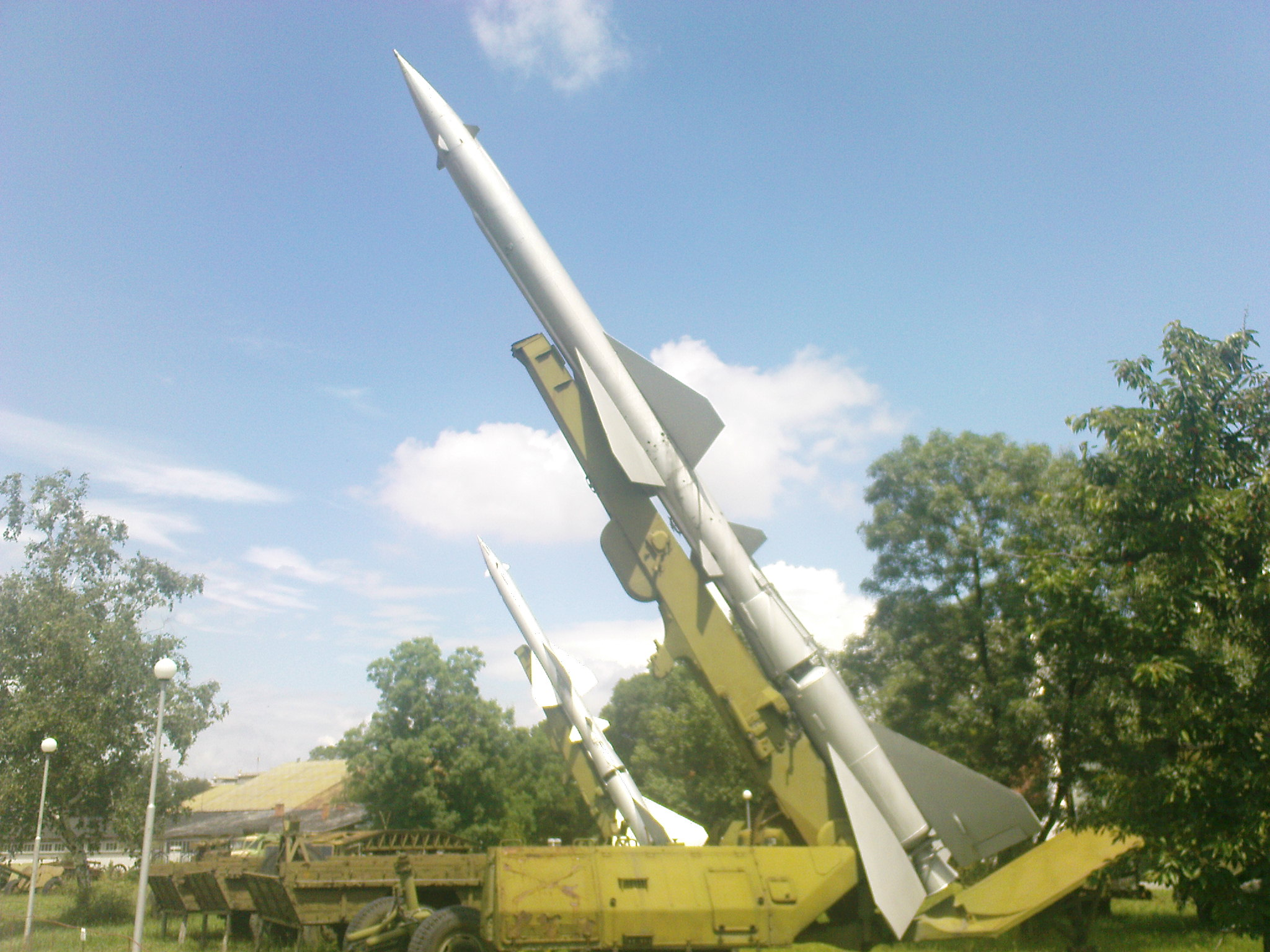
與此次擊墜事件同型的兩架S-75飛彈防空飛彈。

1957年7月，美國總統德懷特·艾森豪拜託巴基斯坦總理侯赛因·沙希德·苏拉瓦底允許美國於巴基斯坦境內建設秘密情報機構的據點，以及能供U-2偵察機起降的基地。最後該案決定於距白沙瓦市區16公里遠處建設白沙瓦空軍基地，整個建築由美國國家安全局管轄，內並有一架巨大的通訊消息攔截器。對於美國來說該基地的位置極為優良，因為它十分靠近蘇聯與中亞的邊界處，使美國情報部隊能監視蘇聯的導彈測試措施、基礎設施以及攔截其相互聯絡的機密電報等。而U-2偵察機也被允許自巴基斯坦空軍白沙瓦機場起飛，透過「高空間諜行動」獲得重要情報。這同時也是在以衛星監測蘇聯前，最有效的方法之一。
這些行動明顯違背了國際法或相關航空法，但由於尼基塔·赫魯雪夫為首的蘇聯當時在軍事技術上仍不成熟，只有防空飛彈能到達U-2偵察機所在的高空，而戰鬥機難以進入如此的高空攔截。面對難以擊墜的U-2偵察機，蘇聯已對這種只能「悄悄地」以雷達監控的侮辱忍耐許久。然而在擊墜事件發生前的幾個月，美國空軍發現U-2偵察機的高空優勢逐漸喪失。蘇聯國土防空軍逐漸投入更加先進的雷達、面對空飛彈等，導致U-2偵察機在高空沒有絕對的優勢。在得知此事後，德懷特·艾森豪決定減少U-2偵察機對蘇聯的偵測，而且在出任務前往往會臨時改變任務計畫，以擾亂蘇聯的追蹤。
1960年4月9日，一架由美國中央情報局下轄的U-2C偵察機跨南部國界，偵察蘇聯位在帕米爾高原週遭的重要軍事設施核武器的塞米巴拉金斯克試驗場（STS）、部署有Tu-95長程戰略轟炸機的多隆空軍基地、由蘇聯防空軍下轄的面對空飛彈試驗場以及拜科努爾航天發射場。4時47分時蘇聯防空軍發現該機，但此時這架U-2C已在蘇聯的邊境飛行超過250公里。儘管蘇聯軍隊馬上派遣數批次的米格-19戰鬥機和Su-9攔截機試圖於航程中攔截，但都失敗。最後該飛機離開自蘇聯西北方領空離去，並於11時32分成功降落至一座簡易機場。很顯然的，美國中央情報局這次偵察行動十分成功；並決定在蘇聯消極的外交反應下，於4月29日改派遣另一架U-2偵察機於巴基斯坦白沙瓦空軍基地起飛再次偵察。該項任務計畫U-2偵察機由南往北飛越蘇聯的領空，並沿路進行偵照，但這次任務航行也成了美國在冷戰時期最後一次批准的偵照計畫。

## 事件經過

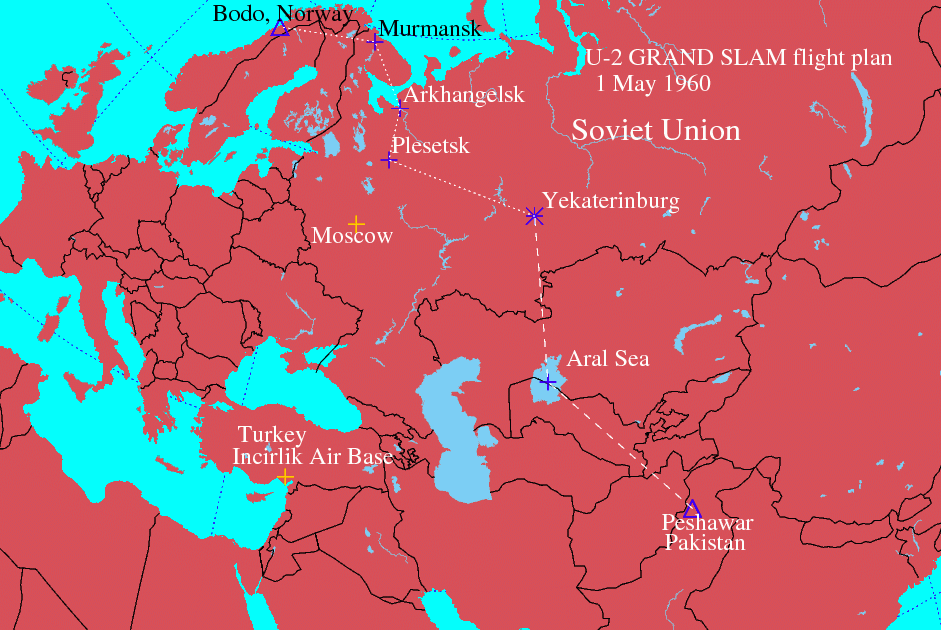
弗朗西斯·加里·鲍尔斯所駕U-2偵察機的「GRAND SLAM」飛行計畫，1960年5月時在《Text of Indictment on Spy Pilot Powers》中被揭露。

4月28日，由飛行員格倫·唐娜薇所駕駛的洛克希德358號U-2C偵察機，自位在土耳其的因切尔利克空軍基地出發前往位在巴基斯坦的白沙瓦空軍基地，而任務當天所使用的航空燃油也早在前一天透過美國空軍的C-124運輸機運抵巴基斯坦的白沙瓦空軍基地。而駕駛組員弗朗西斯·加里·鲍尔斯與備用機組人員鮑伯·埃裡克松則隨後搭乘C-130運輸機前往白沙瓦空軍基地。4月29日上午，於白沙瓦空軍基地等待的機組人員知悉任務因故延遲一天。於是鮑伯·埃裡克松將原本的358號U-2C偵察機駛回因斯里克空軍基地，改由約翰·薛恩自因斯里克空軍基地駕駛另外一架360號U-2C偵察機到白沙瓦空軍基地。4月30日，因天候不佳，前往蘇聯國境的任務又延遲一天。
1960年5月1日（巴黎四國首腦東西會談舉行前第15天），天氣開始轉好。弗朗西斯·加里·鲍尔斯駕駛的360號U-2C偵察機自巴基斯坦白沙瓦空軍基地升空，任務代號為「GRAND SLAM」。在該偵察計劃中，加利·鮑爾斯將會飛越蘇聯領空，並陸續拍攝葉卡捷琳堡與普列謝茨克附近的洲際彈道飛彈研發基地及週遭地區，最後在挪威的博德機場降落；其中任務路途中除了自土耳其飛往出發地外，只會進入兩個北大西洋公約組織國家的領空。蘇聯防空部隊自中亞哈薩克、西伯利亞開始，持續發佈紅色警報並傳達到蘇聯北部，並不斷對U-2C偵察機進行雷達追蹤。
最後蘇聯空軍高層決定攔截該架飛機，蘇聯首先派出一架轉場路過此地的Su-9攔截機試圖攔截。但由於U-2C偵察機極高的飛行高度（70,000英尺（21,000）），逼使該機不得已採未攜帶彈藥的方式試圖達到高度，企圖以撞擊的方式攔截偵察機，但仍因飛行員未能發現目標而失敗；隨後U-2C偵察機進入地空導彈防區，地空導彈部隊第一輪發射的14枚S-75防空飛彈，其中一枚成功於傑格佳爾斯克處擊傷了加利·鮑爾斯的U-2C偵察機，並迫使他跳傘逃生。在準備於可直接呼吸的高空使用降落傘時，加利·鮑爾斯一度無法順利拔斷他與機體連接的氧氣管，他一直嘗試多次才成功跳傘，此時飛機早已因失速出現了尾旋。在成功跳傘後不久，另一枚飛彈直接擊中U-2，如果此時加利·鮑爾斯仍在機艙內必然會喪命。
儘管在他手上有一枚於訓練時拿到的改造過1美元硬幣，內含具神經毒素的刺針以用來自殺，但加利·鮑爾斯最後並沒使用到它；同時，他也沒依規定引爆機艙內小量的炸藥將飛機炸燬，這最後也成為其在蘇聯領空偵查的重要證據。在他跳傘並降落至蘇聯土地不久，一度被誤認為是蘇聯空軍的飛行員，但農民發現這位外國人不會說俄語，馬上被識破並遭到逮捕；而鮑爾斯的座機則嚴重受損，最後於叶卡捷琳堡附近墜毀，但由於地空導彈部隊未能及時確認U-2是否被擊中，又發射了多枚防空導彈，在擊毀超過30分鐘後他們才停止紅色警戒狀態。同時，由於當時蘇聯不同部隊間的協同作戰能力極弱，防空軍攔截機的地面引導指揮員亦沒有獲知該區域有地空導彈正在執行防空作戰任務的消息，仍然命令兩架米格-19P戰鬥機戰鬥機繼續追蹤U-2；而這兩架的敵我識別器又因國際勞動節，並沒遵照每月第一天更改敵我辨識代碼的規定。結果，在後來持續發射的防空導彈中有一發誤擊了其中一架米格-19P戰鬥機 ，飛行員當場犧牲。而根據1976年9月駕駛著米格-25戰鬥機降落日本北海道函館的蘇聯飞行員维克托·貝侖科憶述，當時有另外一架監視鮑爾斯座機的蘇聯戰機亦被另一枚防空飛彈擊中。
蘇聯隨後於殘骸中找尋偵察機所拍攝的底片，並仔細研究美國透過它可能獲得的情報。其中在被擊墜前，該機曾成功拍攝位在奧焦爾斯克鈽生產設施。蘇聯推斷美國企圖透過設施內的冷卻系統旁的植物及其數量，換算製造時會產生的能量，從而推出蘇聯可能擁有的鈽數量。換言之，美國能藉此確定蘇聯有多少核武器仍在生產。而一份報告指出該架U-2C偵察機之所以遭擊墜，是因為蘇聯為這高敏感區域設置大量防空飛彈及防空炮塔的緣故。此外，在烏拉山脈一旁的工業地區，蘇聯也架設龐大的防空網以擊毀「好奇的」美國偵察機。

## 美國的掩飾和曝光

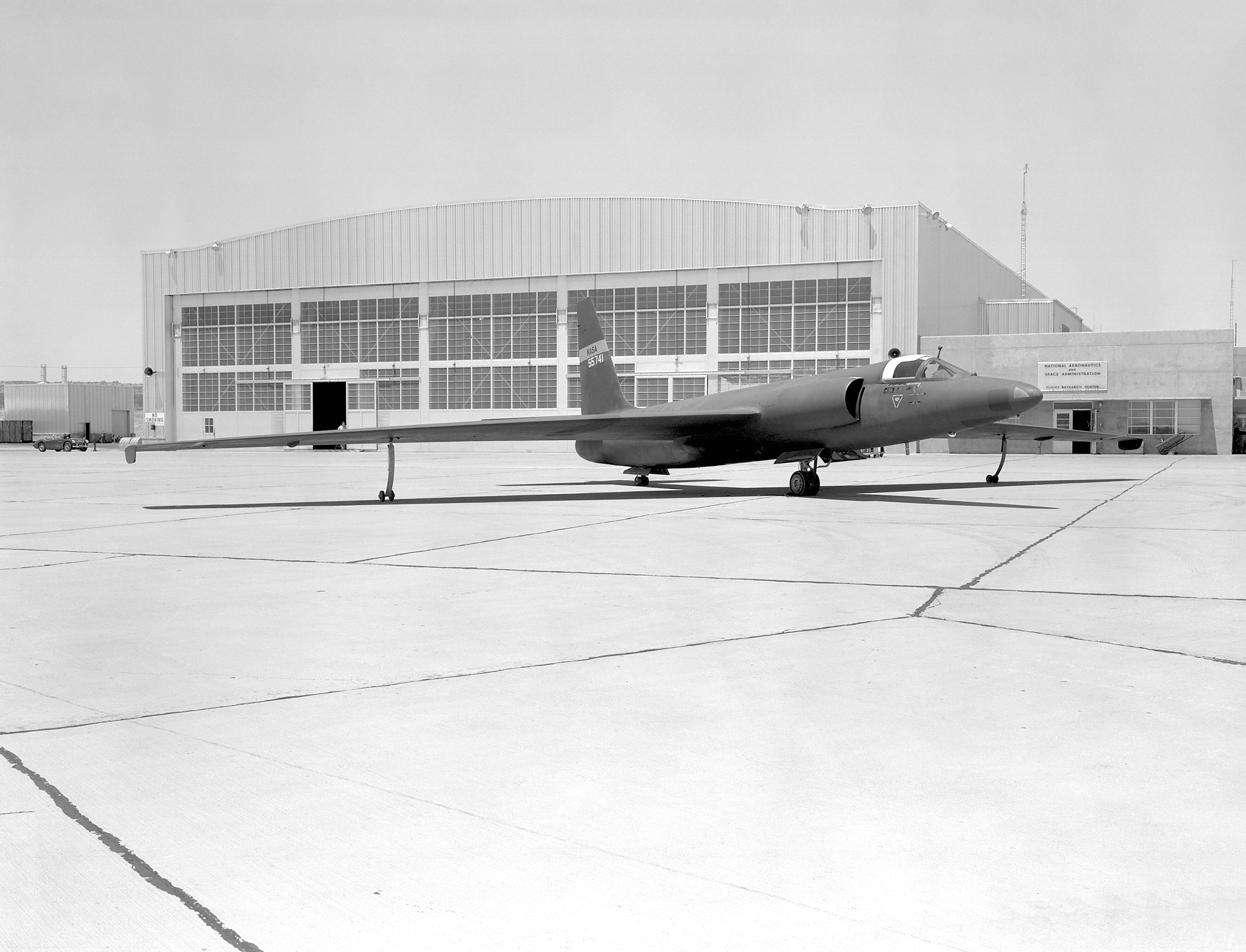
一架漆有美國國家航空暨太空總署機體顏色和虛構飛機序號的U-2偵察機，攝於1960年5月6日愛德華空軍基地。

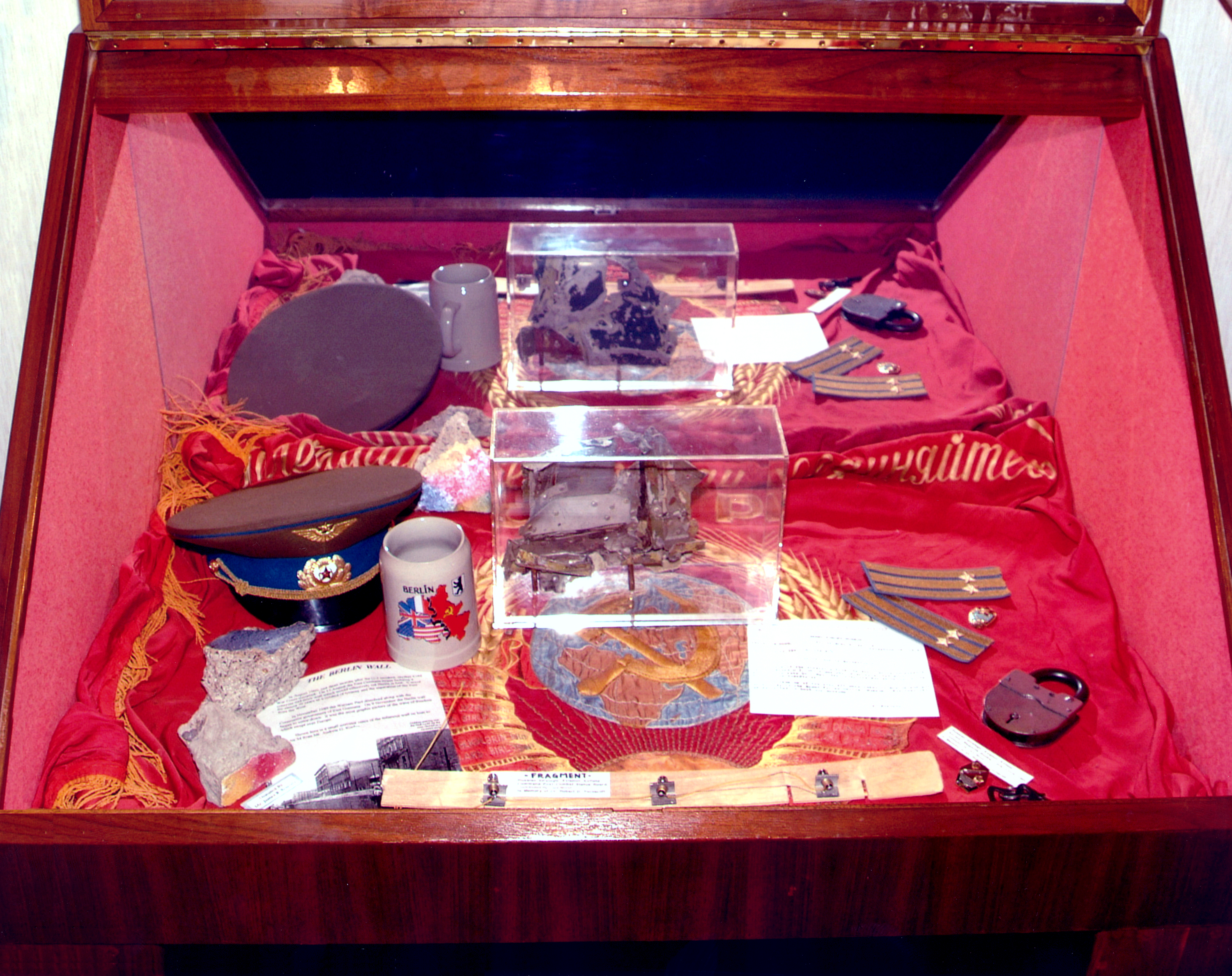
位於國家密碼學博物館展示的U-2殘骸。

在身為中央情報局間諜的加利·鮑爾斯於5月1日前往蘇聯執行任務但反遭擊墜，其人失去聯絡超過4天後，美國國家航空暨太空總署發佈一份非常詳細的新聞稿，內容中提到一架U-2在進行有關天氣研究的資料蒐集時，在土耳其北部偏離方向並「失去蹤跡」。新聞稿中他們推斷駕駛員可能已經失去意識，但自動駕駛仍在運作，甚至還謊稱：「駕駛員在緊急頻道上表示遇到了氧氣供應問題。」為了令事件更讓人信服，1960年5月6日一架U-2偵察機被塗裝成太空總署的機體顏色，並於愛德華空軍基地的美國國家航空暨太空總署研發總部前，向傳播媒體展示。儘管太空總署一直宣稱U-2是為了高空氣象研究而設計的，但當時已有些觀察家懷疑該項聲明。
蘇聯部長會議主席尼基塔·赫魯雪夫得知事件後，向蘇聯最高蘇維埃以及各國宣佈其擊落了一架間諜機，並故意沒有提到飛行員的任何事情。以德懷特·艾森豪為首的美國政府早認為駕駛員已經死亡，於是立刻發表聲明指蘇聯所宣稱的間諜機實際上是一架「天氣調查飛機」，駕駛員在飛越土耳其時透過無線電說「氧氣系統供應出現了問題」，隨後因為昏迷而誤入了蘇聯領空。白宮指認這兩架為同一架飛機，並宣稱美方「絕對沒有故意侵犯蘇聯的領空，無論是過去還是未來都不曾有過」。為此，美方還把所有U-2緊急停飛，進行了「氧氣系統問題」的檢查。
在美國掉入蘇聯的陷阱後，5月7日時蘇聯領導人赫魯雪夫發表了一個驚人言論：
|                   | 我一定要告訴你們一個秘密。我在第一次報告時刻意沒有說那駕駛員仍然生還，嗯……現在看看美國人說了多少的蠢話。 |
| ——尼基塔·赫魯雪夫 | |

不單只是鮑爾斯生還，飛機殘骸也基本上十分完好。蘇聯軍方更成功尋回偵照的照相機，並將加利·鮑爾斯所攝的底片沖洗出來。隨著這些東西能證明該架飛機的確為偵查機的事證曝光，導致以德懷特·艾森豪為首的美國政府蒙受屈辱，而也使協助「隱瞞」的太空總署的官員尷尬。而鮑爾斯的求生包也被尋回，其中包括價值7,500盧布的貨幣和一些女性首飾。到了今日，大部份飛機殘骸和求生包中的一些物品都在莫斯科的中央軍事博物館展出。而有少部分的遺物回到了美國，於國家密碼學博物館展示。

## 結果
之後由美國總統德懷特·艾森豪、蘇聯部長會議主席尼基塔·赫魯雪夫、英國首相麥美倫以及法國總統夏爾·戴高樂於巴黎召開的四國首腦東西會談，最後以失敗的結果收場。這其中有很大程度是因為德懷特·艾森豪拒絕了尼基塔·赫魯雪夫對這件事情道歉的要求，於是赫魯雪夫在5月16日先行離開會談會場。
5月23日，蘇聯要求召開聯合國安全理事會，並控訴美國對其所做的事情。該次會議持續了四天，除了對U-2偵察機進入蘇聯領空偵照外，雙方也互相指控對方派遣間諜從事間諜情報工作，並互相指責在巴黎會談時的態度及政策失敗處。德懷特·艾森豪為首的美國政府在此時提出了开放天空的提案，在美國及親美國家的強力推動下，最後蘇聯代表團以一票反對之差通過該項議案。不過，另外一項簡易的議案譴責了美國闖入蘇聯領空，並禁止其持續該行為的議案也被通過。
1960年8月19日，加利·鮑爾斯於蘇聯軍事法院被控間諜罪成立，判入獄3年及苦役7年。其中，他在法院上的辯護詞令蘇聯官員印象深刻，他向諸位蘇聯高層說：「法官，我是作為一個人，而不是敵人。」他在服刑了一年又九個月後，在1962年2月10日蘇聯決定用他來交換另一位在美國紐約因間諜罪而被捕的克格勃上校魯道夫·阿貝爾。最後雙方於連接西柏林和東德的波茨坦處一座大橋交換俘虜，隨後搭機回到美國。此時柏林圍牆已建造半年左右，而東德和西柏林兩者愈來愈孤立。
U-2擊墜事件也意味著高空偵察已不可行，因為連U-2偵查機都可能被防空飛彈擊墜，美國決定加快對間諜衛星科羅娜計畫的研發速度。而美國中央情報局也決定請洛克希德公司開發具3倍馬赫的超音速偵察機——A-12偵察機，以取代U-2偵察機，而這也成了SR-71黑鳥式偵察機和D-21無人偵察機的開端。
U-2擊墜事件也嚴重損害巴基斯坦的安全關係，並惡化了蘇聯和巴基斯坦的外交關係。甚至，蘇聯開始與印度總理賈瓦哈拉爾·尼赫魯大量交流，透過軍事援助反擊親美的巴基斯坦，使身為南亞第二大國的巴基斯坦備受印度的威脅。為了鞏固自身於巴基斯坦的地位，身為巴基斯坦陸軍參謀總長的哈立德·馬赫穆德·阿里夫在談到這一事件說：「巴基斯坦感到她被美國欺騙，因為美國一直在巴基斯坦的領土，暗中進行這些秘密的間諜行動。」最後美國於1970年1月7日關閉在巴基斯坦的情報據點。
围绕击落产生了一系列的版本，最离奇的编造是关于一名苏联间谍潜入U-2飞机上用一根带有磁性的螺絲釘替换了高度表上的一颗，使鲍威尔误认为到了安全的7万尺高空。据一名为西方服务的格鲁乌間諜潘科夫斯基聲称一共发射了14枚导弹击落U-2。据2010年CIA的解密文件，有很长期時间上美国高层都不相信鲍威尔的飞行回忆，认为他是叛逃者，原因在于NASA提供的监测报告显示U-2飞机最后的飞行是从65,000英尺（20,000）降到了34,000英尺（10,000）。现在有力的解释是雷达显示的是一颗SA-2击中的谢尔盖·萨福罗诺夫中尉驾驶并打算撞击U-2的米格-19，谢尔盖·萨福罗诺夫本人后来不治身亡被追绶红旗勋章。1996年一名名叫伊戈尔·门秋科夫的飞行员聲称他驾驶一架改造后去除武器的苏-9用尾流干扰了U-2使它坠落，他说如果被导弹击中U-2的飞行员是不可能生还。
2000年谢尔盖·赫鲁晓夫（赫鲁晓夫之子）写书称门秋科夫根本没有撞中U-2，第一颗导弹在U-2近处爆炸从而撕裂了尾翼使得飞行员得以跳伞。